# Aliganj
Aliganj è una suddivisione dell'India, classificata come municipal board, di 24.269 abitanti, situata nel distretto di Etah, nello stato federato dell'Uttar Pradesh. In base al numero di abitanti la città rientra nella classe III (da 20.000 a 49.999 persone).

## Geografia fisica
La città è situata a 27° 30' 22 N e 79° 10' 26 E.

## Società

### Evoluzione demografica
Al censimento del 2001 la popolazione di Aliganj assommava a 24.269 persone, delle quali 12.959 maschi e 11.310 femmine. I bambini di età inferiore o uguale ai sei anni assommavano a 4.425, dei quali 2.260 maschi e 2.165 femmine. Infine, coloro che erano in grado di saper almeno leggere e scrivere erano 12.883, dei quali 7.695 maschi e 5.188 femmine.